# 上海電影技術廠
上海電影技術廠是位於上海的一個电影技术加工机构，主要从事影片洗印、后期制作、录音、数字电影技术等服務。

## 歷史
上海電影技術廠前身是上海电影制片厂制作处，1953年改为技术处，后独立出去並成立上海电影技术供应厂，1959年改为上海电影技术厂。截至20世纪80年代中期，上海电影技术厂共加工了1247部影片。1994年10月20日，上海电影技术厂洗印大楼建成投产。陆兆亨、徐俊西、吳貽弓等到场祝贺。
2003年，上海电影技术厂改制成为上海电影技术厂有限公司，而且并入上海电影集团有限公司。2016年10月，上海电影技术厂关闭了最后一条电影胶片拷贝洗印生产线。